# Sambi (Cameroun)
Pour les articles homonymes, voir Sambi.
Sambi est un village situé dans la région de l'Est du Cameroun. Il dépend du département du Lom-et-Djérem et de la commune de Mandjou (le village se trouvant à 7 km de Mandjou).

## Population
Lors du recensement de 2005, on y dénombrait 309 personnes.
En mai 2018, Sambi comptait 300 habitants.